# NGC 1818
NGC 1818 là một cụm sao cầu trẻ trong Đám Mây Magellan Lớn. Nó được phát hiện bởi nhà thiên văn học James Dunlop vào năm 1826.